# Джерело б/н (Лази)
Джерело б/н — гідрологічна пам'ятка природи місцевого значення в Україні. Об'єкт розташований на території Тячівського району Закарпатської області, в селі Лази, урочище «Чорна вода».
Площа — 5 га, статус отриманий у 1984 році.